# Paul Celan

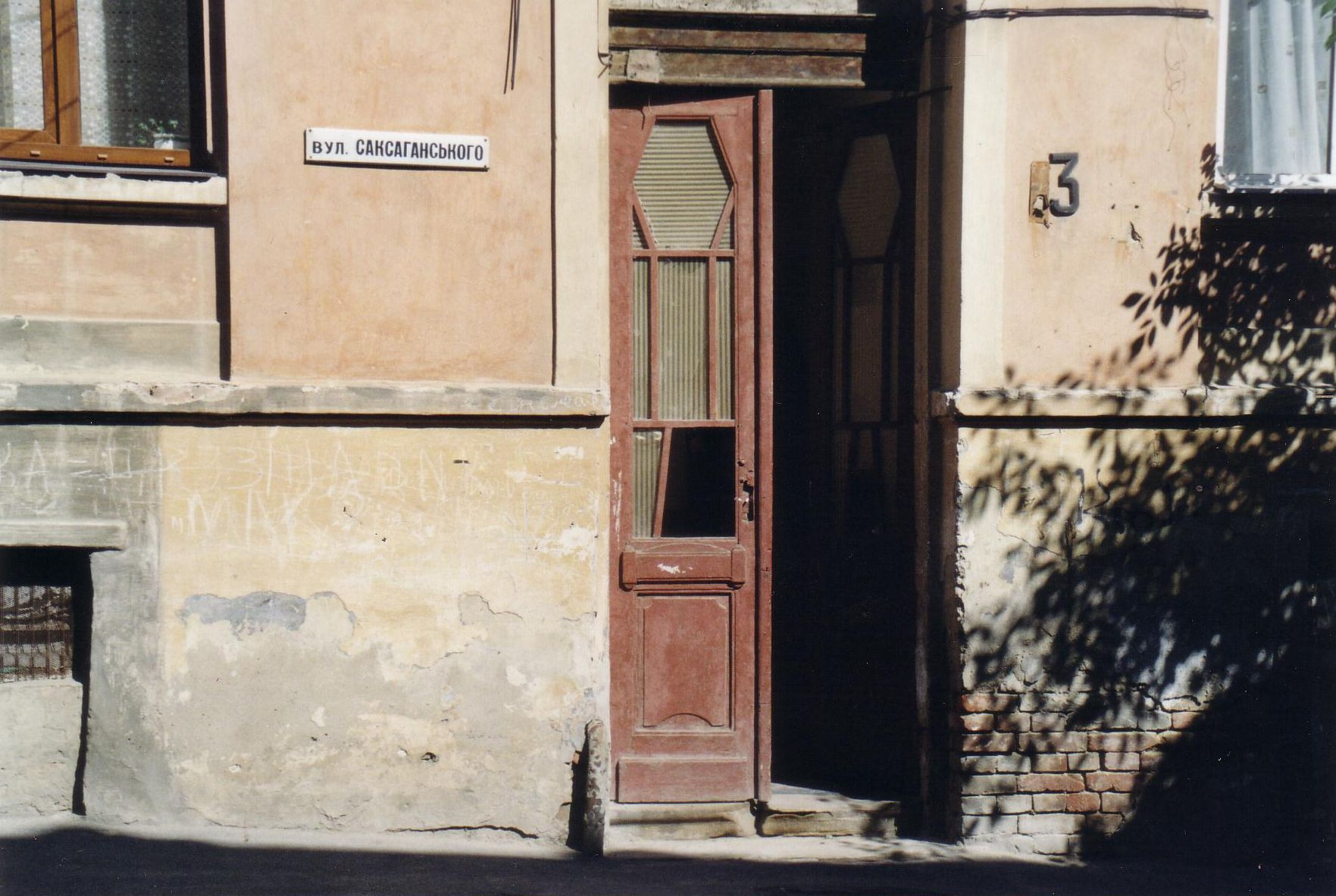
Casa on va néixer Celan a Txernivtsí. Va viure aquí 13 anys amb la seva família en gran estretor, al soterrani al costat del jardí del darrere (avui un pati interior asfaltat)

Paul Celan [paʊl ˈtselan] (Txernivtsí, aleshores Romania però actualment Ucraïna, 23 de novembre del 1920 – París, suposadament el 20 d'abril del 1970) va ser un poeta en llengua alemanya. El seu nom era originalment Paul Antschel; Ancel, adaptat a la llengua romanesa, esdevé Celan per anagrama.

## Biografia
Paul Celan va néixer a Txernivtsí, capital de la Bucovina, al nord de Romania, en una família jueva de parla alemanya. Va ser l'únic fill de Leo Antschel-Teitler (nascut el 1890 a Schipenitz de Txernivtsí) i la seva dona Friederike (coneguda com a "Fritzi“), de soltera Schrager (nascuda el 1895 a Sadhora), de qui Celan va aprendre l'amor per la literatura.
Celan va anar primer a l'escola alemanya, després a l'hebrea, va passar cinc anys a l'institut públic romanès i va acabar l'educació secundària a l'institut públic ucraïnès el 3 de juny del 1938. Aquest mateix any va començar els estudis de medicina a Tours, però va tornar un any més tard a Romania per estudiar romàniques. El 1940 la Unió Soviètica va ocupar la Bucovina i amb ella la seva ciutat natal de Txernivtsí. En un primer moment, Celan va poder continuar els estudis. Això no obstant, quan el 1941 tropes alemanyes i romaneses van ocupar la ciutat, es va obligar els jueus a traslladar-se al gueto local, des d'on els pares de Celan van ser deportats a un camp d'extermini de la Transnístria. Allà va morir el seu pare de tifus, la mare va morir d'un tret.
Del 1942 fins al 1943 Celan va ser retingut en diferents camps de treball romanesos i va haver de fer treballs forçats. Després de l'alliberació (Txernivtsí va ser ocupada el 1944 per l'exèrcit roig), Celan va tornar a la seva ciutat natal el desembre del 1944 i va continuar els estudis. El 1945 es va traslladar a Bucarest, on va seguir estudiant. Més tard hi va treballar com a traductor i com a lector (professor que ensenya una llengua estrangera) a la universitat.
Amb l'aparició del règim comunista a Romania, Celan va fugir de Romania cap a Viena, Àustria. Va ser allà on es va fer amistat amb Ingeborg Bachmann, que acabava de fer una tesi sobre Martin Heidegger. Davant d'una ciutat dividida entre les potències ocupants i amb poca semblança amb la mítica capital que va ser, que havia acollit la (ara) destrossada comunitat jueva austrohongaresa, es va traslladar a París el 1948. En aquell any el seu primer recull de poesia, Der Sand aus den Urnen ("La sorra de les urnes"), va ser publicat a Viena per A. Sexl. Els seus primers anys a París van estar marcats per intensos sentiments de solitud i aïllament, tal com s'expressa en cartes als seus col·legues, inclòs el seu amic de sempre de Cernăuți, Petre Solomon. També va ser durant aquest temps quan va intercanviar moltes cartes amb Diet Kloos, una jove cantant holandesa i resistent antinazi que va veure com el seu marit durant uns mesos era torturat fins a la mort. Va visitar Celan dues vegades a París entre 1949 i 1951.
El maig del 1948 Celan va conèixer Ingeborg Bachmann a Viena, amb qui va mantenir una relació sentimental entre finals dels quaranta i principis dels cinquanta, que va reviure breument entre l'octubre del 1957 i el maig del 1958 a París. Aquesta relació, la confirmen els diaris de Celan i l'intercanvi epistolar entre Bachmann i Celan publicat de manera pòstuma. La seva correspondència es troba a l'Arxiu Literari Alemany (la de Celan) i a la Biblioteca Nacional Austríaca (la de Bachmann). Aquestes cartes es van publicar l'agost del 2008 amb el títol de Herzzeit ('Temps del cor') a l'editorial Suhrkamp. El poema de Paul Celan Corona i molts altres del volum Mohn und Gedächtnis (Rosella i memòria) estaven dedicats a Ingeborg Bachmann.
El novembre del 1951 va conèixer a París l'artista Gisèle Lestrange, amb qui es va casar un any més tard i amb qui va col·laborar artísticament durant un temps (p. ex., els gravats del cicle poètic Atemkristall (Cristall d'alè)). El 1952, l'escriptura de Celan va començar a guanyar reconeixement quan va llegir la seva poesia en el seu primer viatge de lectura a Alemanya on va ser convidat a llegir a les reunions semestrals del Grup 47. El 1952 es va publicar a l'editorial alemanya Verlags-Anstalt de Stuttgart el seu volum de poemes Mohn und Gedächtnis, que incloïa el conegudíssim Todesfuge (Fuga de la mort), que tracta el tema de l'assassinat dels jueus europeus per part dels nazis. El 1955 Celan va obtenir la nacionalitat francesa. El 1955 va néixer el seu fill Eric (Anagrama d'"écris!", "escriu!" en francès), després que la seva dona hagués perdut un fill dos anys abans. Quan Ingeborg Bachmann, amb qui Celan va tenir una relació, va guanyar el premi del grup per la seva col·lecció Die gestundete Zeit , Celan (el treball del qual només havia rebut sis vots) va dir "Després de la reunió, només sis persones van recordar el meu nom". No va assistir a cap altra reunió del grup.

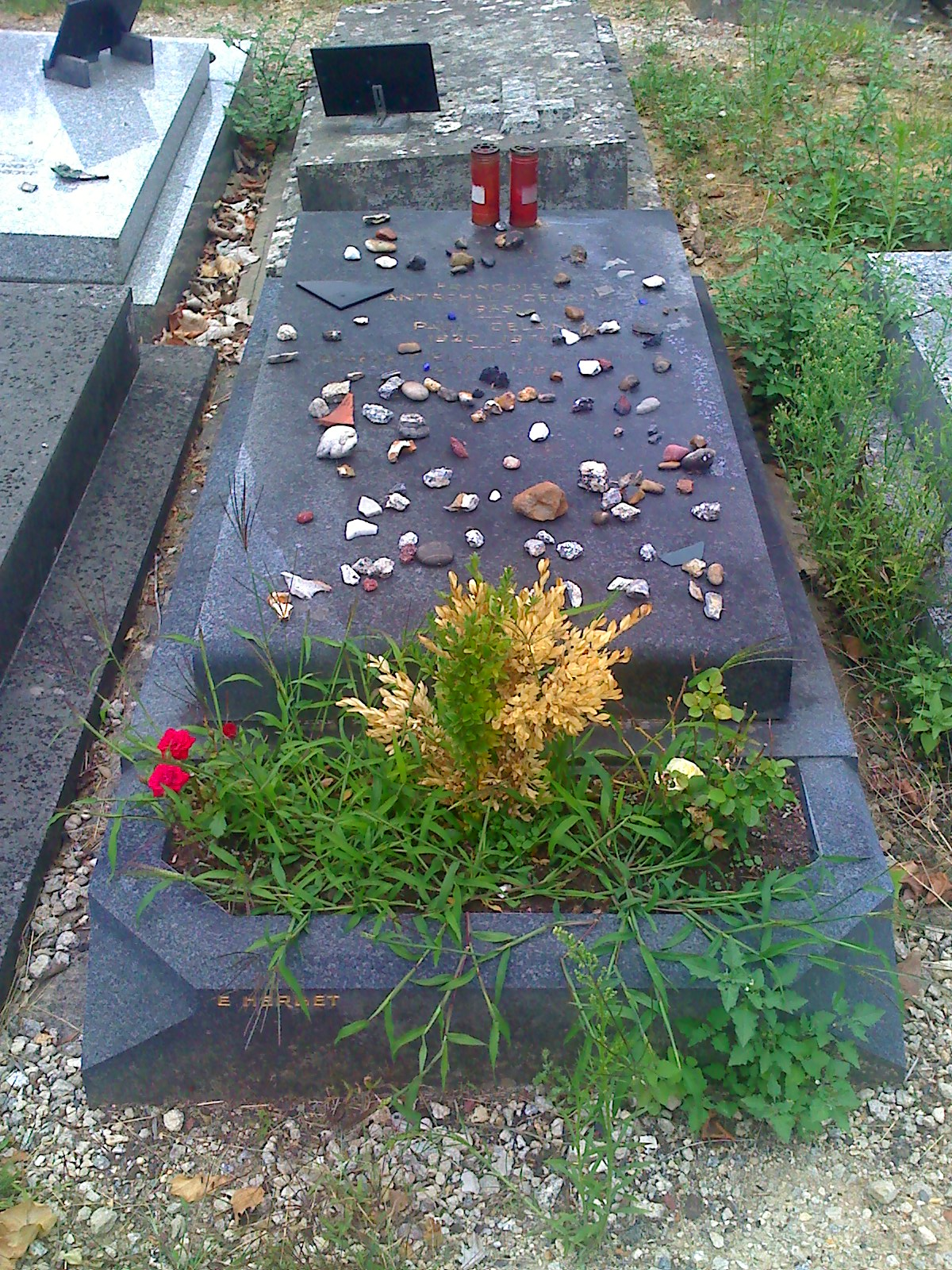
La tomba de Paul Celans al cementiri de Thiais prop de París

El novembre de 1951, coneix l’artista gràfica Gisèle Lestrange, a París. Li va enviar moltes cartes d'amor, influenciat per la correspondència de Franz Kafka amb Milena Jesenská i Felice Bauer. Es van casar el 21 de desembre de 1952, malgrat l'oposició de la seva família aristocràtica. Durant els 18 anys següents van escriure més de 700 cartes; entre els corresponsals actius de Celan hi havia Hermann Lenz i la seva dona, Hanne. Es va guanyar la vida com a traductor i professor d'alemany a l'École normale supérieure. Va ser un amic íntim de Nelly Sachs, que més tard va guanyar el Premi Nobel de Literatura.
Celan es va convertir en ciutadà francès el 1955 i va viure a París. El 1960 es van intensificar les greus i infundades acusacions de plagi de Claire Goll, vídua del poeta jueu Yvan Goll, amb qui Celan havia tingut una relació d'amistat i per a qui havia traduït algun poema. Aquestes recriminacions per plagi (també conegudes com l'"assumpte Goll") van perseguir Celan tota la vida. Celan va rebre el Premi de Literatura de Bremen el 1958 i el Premi Georg Büchner el 1960.
A partir del 1962 Celan va estar intern en clíniques psiquiàtriques diverses vegades, entre elles un cop per intentar assassinar la seva dona amb un ganivet en un moment de follia. El novembre del 1967 van decidir viure separats. Tot i això, es van mantenir sempre en contacte.
L'octubre del 1969, pocs mesos abans de la seva mort, Celan va fer el seu primer i únic viatge a Jerusalem. Va trobar-se, entre d'altres, amb Gershom Scholem i es va retrobar durant algunes lectures amb antics amics de la Bucovina i amb poetes israelians com Jehuda Amichai i David Rokeah. Un moment central va ser reveure's amb la seva xicota de joventut Ilana Shmueli. Testimonis d'aquesta trobada són els seus intercanvis de cartes, les memòries d'Ilana Shmueli, titulades Sag, dass Jerusalem ist i els poemes de Celan, que es van recollir al volum pòstum Zeitgehöft. Es consideren testimoni del "difícil enfrontament de Celan amb la seva condició de jueu".
Les circumstàncies i la data de la seva mort no es coneixen. Presumptament, es va suïcidar el 20 d'abril del 1970, llançant-se al Sena des del pont Mirabeau. El seu cadàver es va recuperar del Sena l'1 de maig del 1970 a Courbevoie, deu quilòmetres més enllà de París. Va ser enterrat el 12 de maig del 1970 al cementiri de Thiais/Val-de-Marne. Aquest mateix dia va morir la seva amiga Nelly Sachs.
Per honorar-lo com a traductor de poesia, el Deutscher Literaturfonds va establir el 1988 el Premi Paul Celan per mèrits destacats en la traducció. Paul Celan va aconseguir fama mundial amb el seu poema Fuga de la mort i se'l considera un dels poetes lírics més significatius del segle xx.

## Estil literari
La poesia de Celan es caracteritza pel simbolisme i el surrealisme, característiques que la fan poc accessible per al públic en general.
Pertany a la generació d'escriptors alemanys de després de la Segona Guerra Mundial, i els esdeveniments d'aquesta van marcar-lo fortament, i el porten a anomenar la seva llengua "llengua d'assassins".
La deportació i la mort dels seus pares també van marcar profundament Paul Celan: va patir tota la vida amb la idea que havia deixat els pares a l'estacada i en els seus poemes hi ha nombroses reprensions sobre aquest tema. La mort dels seus pares i el trauma de l'Holocaust són considerats pels estudiosos com a forces que defineixen la poesia de Celan i el seu ús del llenguatge. En el seu discurs del Premi Bremen, Celan va dir sobre el llenguatge després d'Auschwitz que:
| « | Només una cosa quedava accessible, propera i segura enmig de totes les pèrdues: la llengua. Sí, la llengua. Malgrat tot, va romandre segur contra la pèrdua. Però va haver de passar per la seva pròpia manca de respostes, per un silenci aterridor, per les mil foscors de la parla assassina. Va passar. No em va donar paraules per al que estava passant, però ho vaig passar. Va passar i va poder ressorgir, 'enriquit' per tot plegat.Felstiner 2000, p. 395 | » |

Celan també va dir: «No hi ha res al món pel qual un poeta deixi d'escriure, ni tan sols quan és jueu i la llengua dels seus poemes és l'alemany».
A més d'escriure poesia (en alemany i, abans, en romanès), va ser un traductor i poliglot extremadament actiu, traduint literatura del romanès, francès, espanyol, portuguès, italià, rus, hebreu i anglès a l'alemany. Mentrestant, la mateixa poesia de Celan es va anar tornant progressivament més críptica, fracturada i monosíl·lab, sovint desviant-se de les estructures convencionals de metre i vers poètics. Va crear i va utilitzar neologismes alemanys, especialment en les seves obres posteriors Fadensonnen ("Threadsuns") i Lichtzwang. S'ha vist que Celan intentava destruir o refer la llengua alemanya en la seva poesia, usant-la per transmetre imatges denses i experiències subjectives; va descriure aquesta posició en una carta a la seva dona, Gisèle Lestrange, com si sentia que «l'alemany que parlo no és el mateix que l'idioma que parla el poble alemany aquí».
"Todesfuge" pot haver dibuixat alguns motius clau del poema "ER" d’Immanuel Weissglas, un altre poeta de Txernivtsí. Els personatges de Margarete i Sulamith, amb els seus cabells respectivament daurats i cendres, es poden interpretar com un reflex de la cultura jueu-alemanya de Celan, mentre que el Mestre d'Alemanya d'ulls blaus encarna el nazisme alemany.

## Distincions
- 1957 Literaturpreis des Kulturkreises im Bundesverband der Deutschen Industrie
- 1958 Bremer Literaturpreis
- 1960 Premi Georg Büchner
- 1964 Großer Kunstpreis des Landes Nordrhein-Westfalen

## Obra en català
- Poemes, Edicions 62, 2000.

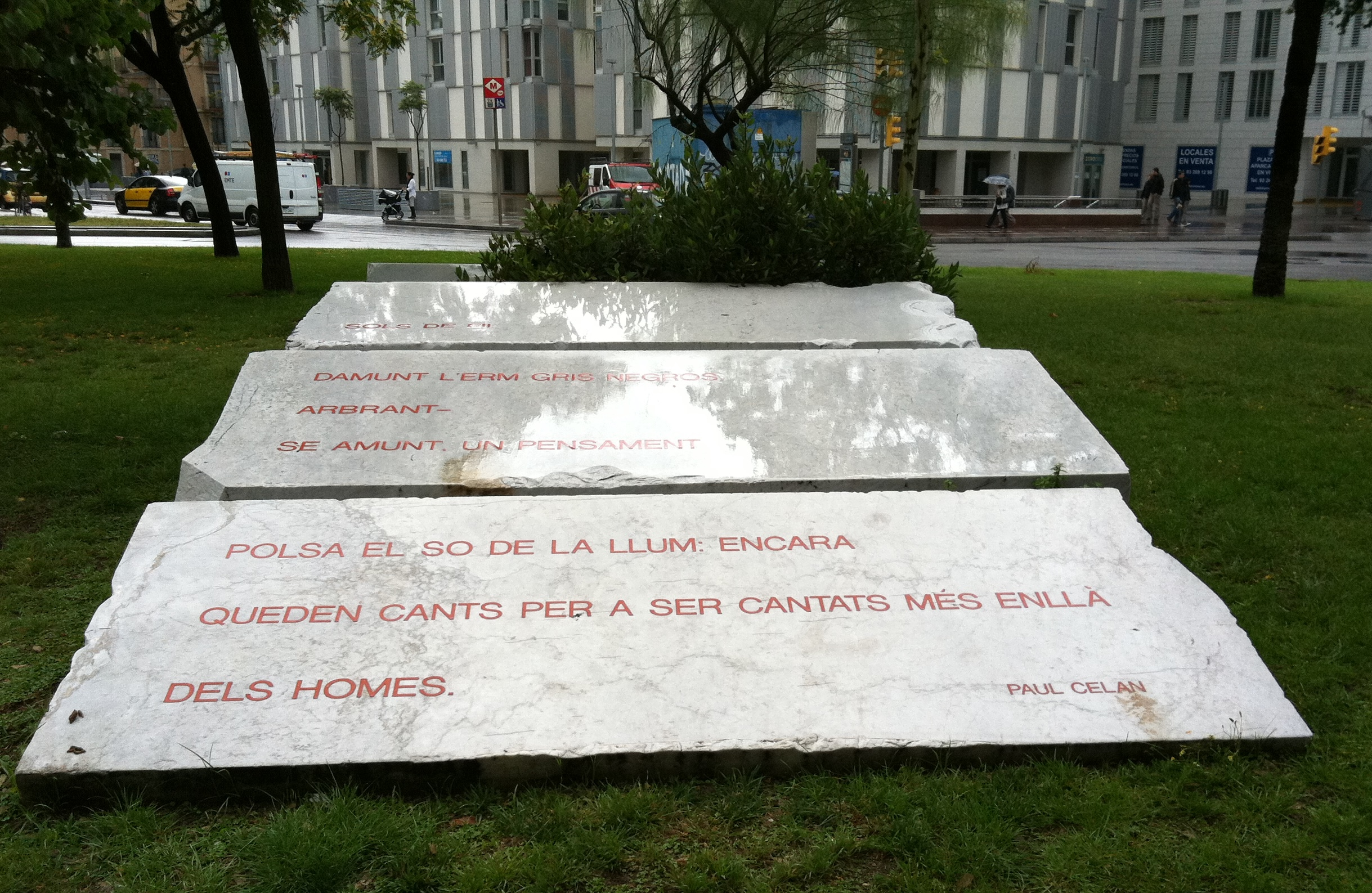
Francesc Abad: Sols de fil, a Paul Celan, monument a Josep Moragues, Barcelona, 1999

- "De llindar en llindar", traducció i notes d'Arnau Pons; LaBreu Edicions, 2012.

## Obra

### Obra literària
- Der Sand aus den Urnen, 1948 ('La sorra i les urnes')
- Mohn und Gedächtnis, 1952 ('Rosella i memòria')
- Von Schwelle zu Schwelle, 1955 ('De llindar en llindar')
- Sprachgitter, 1959 ('Reixa de llengua')
- Der Meridian, 1961 ('El meridià', discurs per la recollida del premi Büchner)
- Die Niemandsrose, 1963 ('La rosa de ningú')
- Atemwende, 1967 ('Canvi d'alè')
- Fadensonnen, 1968 ('Sols de fil')
- Lichtzwang, 1970 ('Obligació de llum')
- Schneepart (pòstum), 1971 ('Part de neu')
- Zeitgehöft (pòstum), 1976 ('Masia del temps')

### Traduccions
Llista alfabètica dels autors que Celan va traduir a l'alemany:
| - | - Guillaume Apollinaire - Tudor Arghezi - Antonin Artaud - Charles Baudelaire - Aleksandr Blok - André Breton - Jean Cayrol - Aimé Césaire - René Char - Velimir Khlébnikov - Emil Cioran - Jean Daive - Robert Desnos - Emily Dickinson - John Donne - André du Bouchet | - Jacques Dupin - Paul Éluard - Robert Frost - Alfred Edward Housman - Serguei Iessenin - Ievgueni Ievtuixenko - Mikhaïl Lérmontov - Maurice Maeterlinck - Stéphane Mallarmé - Ossip Mandelstam - Andrew Marvell - Henri Michaux - Marianne Moore - Gellu Naum - Gérard de Nerval | - Henri Pastoureau - Benjamin Péret - Fernando Pessoa - Pablo Picasso - Arthur Rimbaud - David Rokeah - William Shakespeare - Georges Simenon - Konstantín Slutxevski - Jules Supervielle - Virgil Teodorescu - Henri Thomas, fragment pòstum - Anton Txékhov - Giuseppe Ungaretti - Paul Valéry |